# 崔在亨
崔在亨（韓語： 1956年9月2日—）韩国政治人物，庆尚南道昌原市人。2017年，总统文在寅任命崔在亨担任监查院长。2021年6月28日辞职。7月15日，加入国民力量。8月4日，宣布参加2022年大韓民国總統選舉。